# غوردون بيكهام
غوردون بيكهام (بالإنجليزية: Gordon Beckham)‏ هو لاعب كرة قاعدة أمريكي، ولد في 16 سبتمبر 1986 في أتلانتا في الولايات المتحدة.

## وصلات خارجية
- غوردون بيكهام على موقع دوري كرة القاعدة الرئيسي (الإنجليزية)
- غوردون بيكهام على موقعبيزبول رفرنس.كوم (الدوري الرئيسي) (الإنجليزية)
- غوردون بيكهام على موقعبيزبول رفرنس.كوم (الدوري الثانوي) (الإنجليزية)
- غوردون بيكهام على موقع إي إس بي إن.كوم (أم.أل.بي) (الإنجليزية)
- غوردون بيكهام على موقع مشجعي الرسوم البيانية (الإنجليزية)